# Xochimilco
Xochimilco (AFI: [sotʃimilko]) 1 és una de les 16 delegacions del Districte Federal mexicà. Es localitza al sud-est de la capital mexicana. Està inscrit a la llista del Patrimoni de la Humanitat de la UNESCO des del 1987.